# 4-Propylphenol
4-Propylphenol ist eine chemische Verbindung, die zu den Alkylphenolen gehört.

## Gewinnung und Darstellung
4-Propylphenol kann durch katalytische Hydrodesoxygenierung von 4-Propylguajacol gewonnen werden.

## Eigenschaften und Verwendung
4-n-Propylphenol ist eine hellgelbe Flüssigkeit. Der Flammpunkt von 4-Propylphenol liegt bei 106 °C. In der EU ist 4-Propylphenol als Aromastoff unter der FL-Nummer 04.050 zugelassen.

## Derivate
Durch Methylierung mit Dimethylsulfat bildet sich der Methylether, der auch unter dem Trivialnamen 4-Propylanisol bekannt ist.
Der Ethylether (4-Propylphenetol) siedet bei 223–230 °C bzw. bei 108–110 °C (13 mmHg). Seine Dichte beträgt bei 20 °C 0,94.